# 雷特湖
52°33′11″N 13°37′47″E / 52.55296°N 13.62972°E

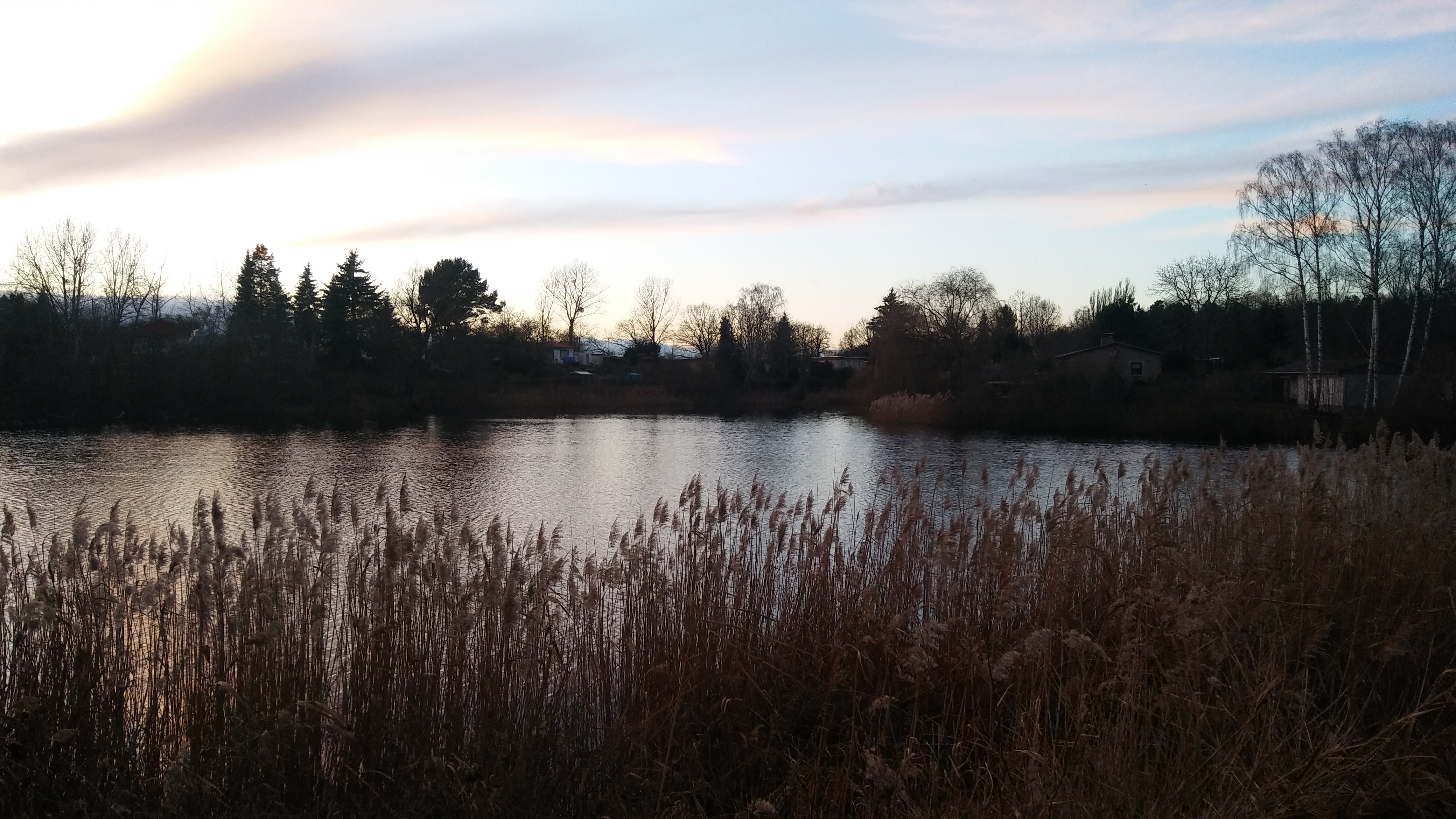

雷特湖（德語：Retsee），是德國的湖泊，位於該國西南部，由勃蘭登堡州負責管轄，處於梅爾基施-奧得蘭縣，面積0.08平方公里，平均水深1.5米，最大水深2.3米，湖岸線長度2.5公里。